# Lignan-de-Bazas
Lignan-de-Bazas est une commune du Sud-Ouest de la France, située dans le département de la Gironde, en région Nouvelle-Aquitaine.

## Géographie

### Localisation
Située dans le Bazadais sur la Clède, affluent du Ciron, la commune se trouve à 60 km au sud-est de Bordeaux, chef-lieu du département, à 17 km au sud de Langon, chef-lieu d'arrondissement et à 6,5 km à l'ouest de Bazas, ancien chef-lieu de canton.

### Communes limitrophes
Les communes limitrophes en sont Bazas au nord-est, Marimbault au sud-est, Pompéjac au sud-ouest sur à peine plus d'un km, Uzeste à l'ouest et Le Nizan au nord.
|          | Le Nizan        | Bazas      |
| Uzeste   | Lignan-de-Bazas |            |
| Pompéjac |                 | Marimbault |

### Climat
Pour des articles plus généraux, voir Climat de la Nouvelle-Aquitaine et Climat de la Gironde.
Historiquement, la commune est exposée à un climat océanique aquitain.  
En 2020, Météo-France publie une typologie des climats de la France métropolitaine dans laquelle la commune est exposée à un climat océanique et est dans la région climatique  Aquitaine, Gascogne, caractérisée par une pluviométrie abondante au printemps, modérée en automne, un faible ensoleillement au printemps, un été chaud (19,5 °C), des vents faibles, des brouillards fréquents en automne et en hiver et des orages fréquents en été (15 à 20 jours).
Pour la période 1971-2000, la température annuelle moyenne est de 13,1 °C, avec une amplitude thermique annuelle de 14,7 °C. Le cumul annuel moyen de précipitations est de 891 mm, avec 11,8 jours de précipitations en janvier et 7,1 jours en juillet. Pour la période 1991-2020, la température moyenne annuelle observée sur la station météorologique la plus proche, située sur la commune de Cazats à 7 km à vol d'oiseau, est de 13,7 °C et le cumul annuel moyen de précipitations est de 825,5 mm,. Pour l'avenir, les paramètres climatiques de la commune estimés pour 2050 selon différents scénarios d'émission de gaz à effet de serre sont consultables sur un site dédié publié par Météo-France en novembre 2022.

## Urbanisme

### Typologie
Au 1er janvier 2024, Lignan-de-Bazas est catégorisée commune rurale à habitat très dispersé, selon la nouvelle grille communale de densité à sept niveaux définie par l'Insee en 2022.
Elle est située hors unité urbaine. Par ailleurs la commune fait partie de l'aire d'attraction de Bazas, dont elle est une commune de la couronne,. Cette aire, qui regroupe 18 communes, est catégorisée dans les aires de moins de 50 000 habitants,.

### Occupation des sols

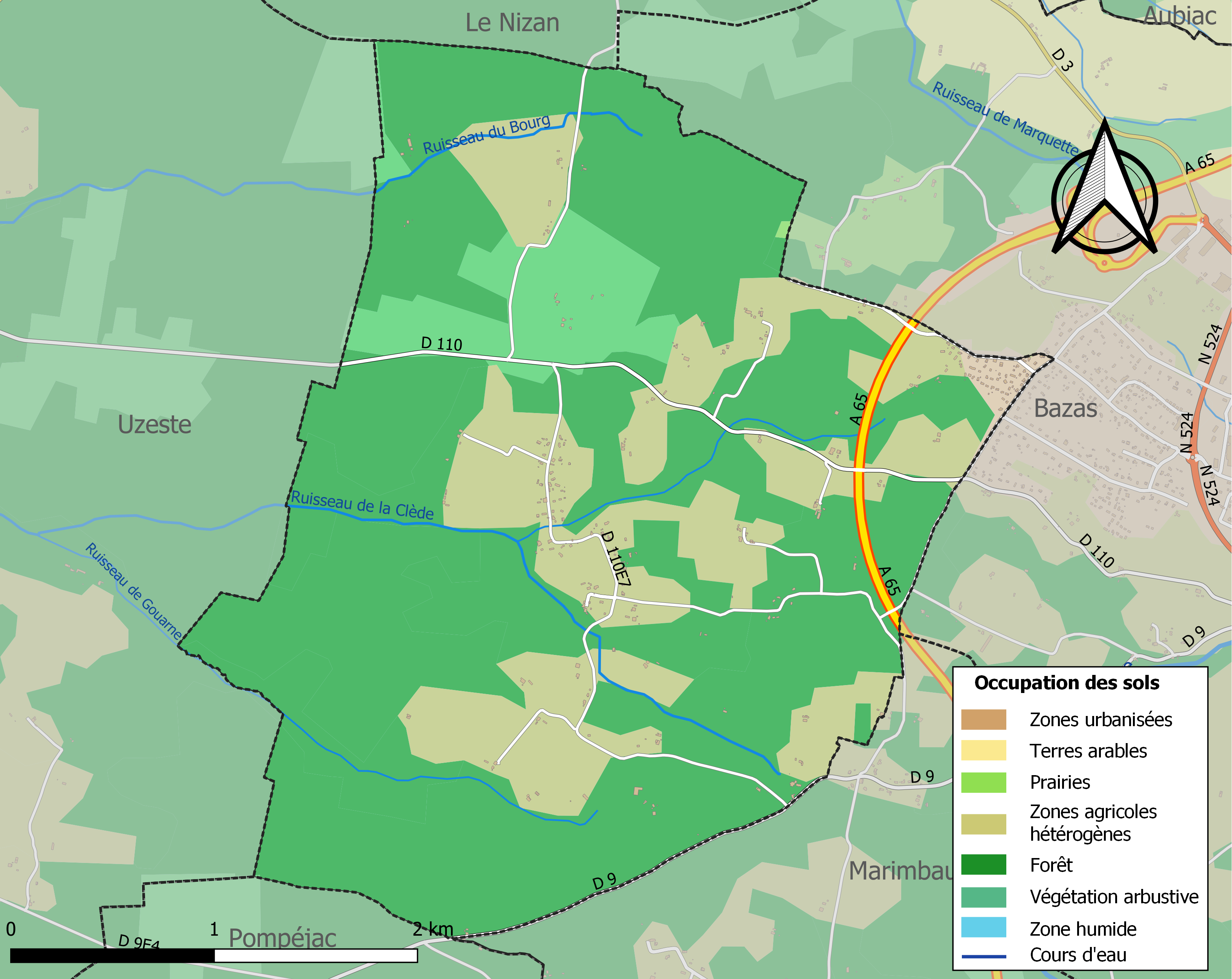
Carte des infrastructures et de l'occupation des sols de la commune en 2018 (CLC).

L'occupation des sols de la commune, telle qu'elle ressort de la base de données européenne d’occupation biophysique des sols Corine Land Cover (CLC), est marquée par l'importance des forêts et milieux semi-naturels (75,5 % en 2018), une proportion sensiblement équivalente à celle de 1990 (76 %). La répartition détaillée en 2018 est la suivante : 
forêts (68,7 %), zones agricoles hétérogènes (23,9 %), milieux à végétation arbustive et/ou herbacée (6,8 %), zones urbanisées (0,6 %). L'évolution de l’occupation des sols de la commune et de ses infrastructures peut être observée sur les différentes représentations cartographiques du territoire : la carte de Cassini (XVIIIe siècle), la carte d'état-major (1820-1866) et les cartes ou photos aériennes de l'IGN pour la période actuelle (1950 à aujourd'hui).

### Voies de communication et transports
Le bourg proprement dit se situe sur une route départementale, la D110e7, de peu d'importance au niveau départemental et se trouve entre deux voies d'importance moyenne, la route départementale D110 qui relie Bazas à l'est à Uzeste et Villandraut à l'ouest et la route départementale D9 qui relie Bazas à l'est à Préchac à l'ouest-sud-ouest.

L'accès à l'autoroute A62 (Bordeaux-Toulouse) le plus proche est le no 3, de Langon, distant de 16 km vers le nord.

Le tracé de l'autoroute A65 (Langon-Pau) traverse la partie orientale du territoire communal. L'accès le plus proche en est le no 1, de Bazas, situé à 5 km vers l'est-nord-est.
La gare SNCF la plus proche est celle, distante de 17 km vers le nord, de Langon sur la ligne Bordeaux-Sète du TER Nouvelle-Aquitaine.

### Risques majeurs
Le territoire de la commune de Lignan-de-Bazas est vulnérable à différents aléas naturels : météorologiques (tempête, orage, neige, grand froid, canicule ou sécheresse), inondations, feux de forêts et séisme (sismicité très faible). Un site publié par le BRGM permet d'évaluer simplement et rapidement les risques d'un bien localisé soit par son adresse soit par le numéro de sa parcelle.
La commune a été reconnue en état de catastrophe naturelle au titre des dommages causés par les inondations et coulées de boue survenues en 1982, 1999 et 2009,.
Lignan-de-Bazas est exposée au risque de feu de forêt. Depuis le 20 avril 2016, les départements de la Gironde, des Landes et de Lot-et-Garonne disposent d’un règlement interdépartemental de protection de la forêt contre les incendies. Ce règlement vise à mieux prévenir les incendies de forêt, à faciliter les interventions des services et à limiter les conséquences, que ce soit par le débroussaillement, la limitation de l’apport du feu ou la réglementation des activités en forêt. Il définit en particulier cinq niveaux de vigilance croissants auxquels sont associés différentes mesures,.

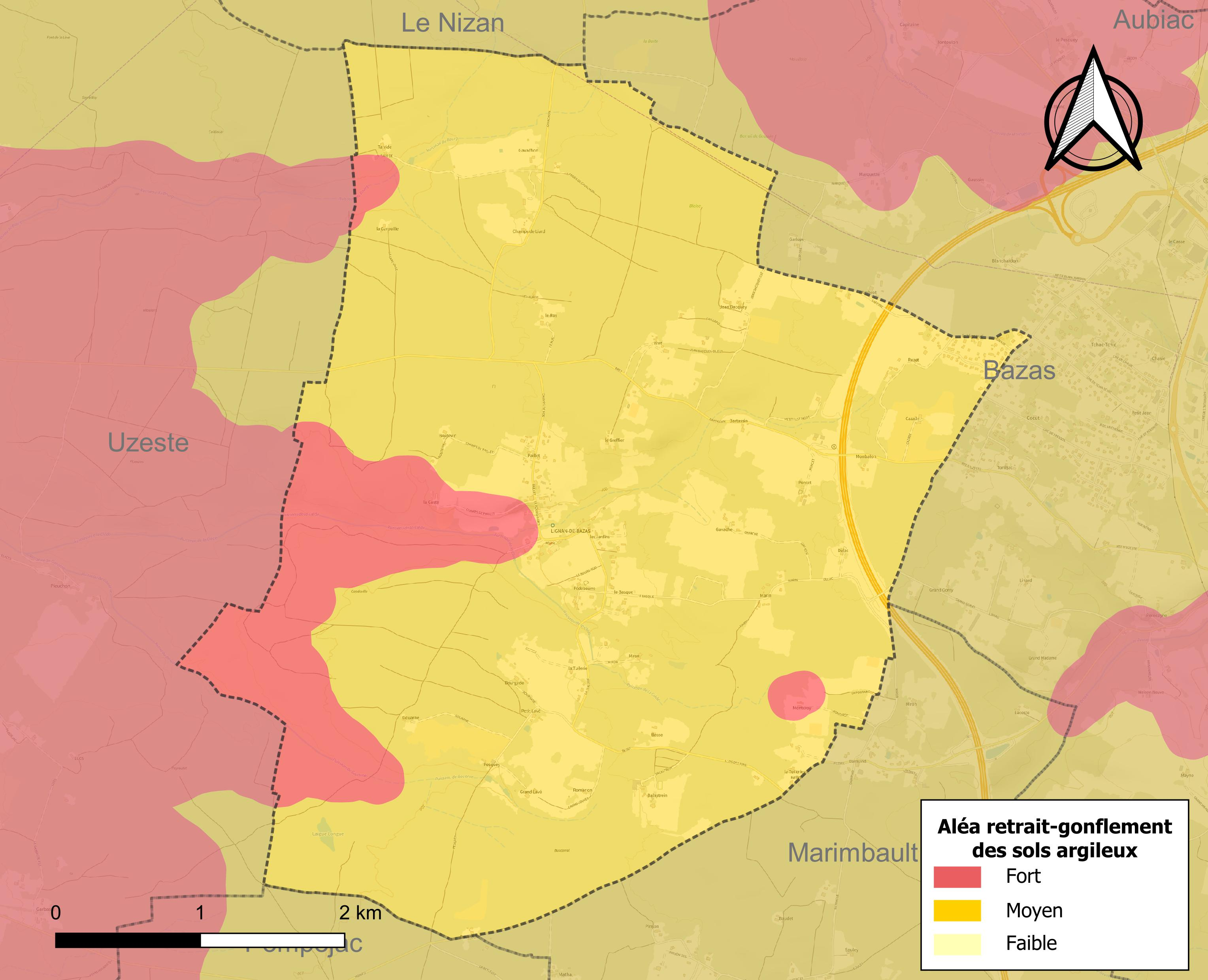
Carte des zones d'aléa retrait-gonflement des sols argileux de Lignan-de-Bazas.

Le retrait-gonflement des sols argileux est susceptible d'engendrer des dommages importants aux bâtiments en cas d’alternance de périodes de sécheresse et de pluie. La totalité de la commune est en aléa moyen ou fort (67,4 % au niveau départemental et 48,5 % au niveau national). Sur les 162 bâtiments dénombrés sur la commune en 2019, 162 sont en aléa moyen ou fort, soit 100 %, à comparer aux 84 % au niveau départemental et 54 % au niveau national. Une cartographie de l'exposition du territoire national au retrait gonflement des sols argileux est disponible sur le site du BRGM,.
Par ailleurs, afin de mieux appréhender le risque d’affaissement de terrain, l'inventaire national des cavités souterraines permet de localiser celles situées sur la commune.
Concernant les mouvements de terrains, la commune a été reconnue en état de catastrophe naturelle au titre des dommages causés par la sécheresse en 2003 et par des mouvements de terrain en 1999.

## Toponymie
Le toponyme Lignan viendrait de l’anthroponyme latin Linus ou Linius ou du terme latin lignum (leinha en gascon) qui signifie « bois ».

La terminaison -de-Bazas a été ajoutée en 1918, sans doute pour faire le distinguo avec la commune de Lignan-de-Bordeaux du même département qui fit la même chose en 1930.
En gascon, le nom de la commune est Linhan de Vasats.

## Histoire
À la Révolution, la paroisse Saint-Vincent de Lignan forme la commune de Lignan. En 1918, la commune de Lignan devient Lignan-de-Bazas.

## Politique et administration
| Période                                  | Période   | Identité              | Étiquette | Qualité                                                                  |
| ---------------------------------------- | --------- | --------------------- | --------- | ------------------------------------------------------------------------ |
| 1790                                     | 1793 ?    | Sauboua               |           |                                                                          |
| 1793                                     | 1795 ?    | Jean Darroman         |           |                                                                          |
| 1795                                     | 1799      |                       |           |                                                                          |
| 1799                                     | 1824      | Barthélémy Marquette  |           |                                                                          |
| 1824                                     | 1848      | Guillaume Sauboua     |           |                                                                          |
| 1848                                     | 1870      | Jean Lafourcade       |           |                                                                          |
| 1870                                     | 1884      | Simon Marquette       |           |                                                                          |
| 1884                                     | 1885      | Jean Lafourcade       |           |                                                                          |
| 1885                                     | 1895      | Barthélémy Marquette  |           | Cultivateur                                                              |
| 1895                                     | 1900      | Jean Courrègelongue   |           |                                                                          |
| 1900                                     | 1900      | Bernard Dartiailh     |           |                                                                          |
| 1900                                     | 1904      | Jean Laguibaut        |           |                                                                          |
| 1904                                     | 1919      | Élie Darroman         |           |                                                                          |
| 1919                                     | 1932      | Auguste Sauboua       |           |                                                                          |
| 1932                                     | 1945      | Pierre Doux           |           | Agriculteur                                                              |
| 1945                                     | 1947      | Roger Lucas           |           |                                                                          |
| 1947                                     | 1969      | Jean Dupiol           |           | Charpentier                                                              |
| 1969                                     | 1989      | Hubert Jean           |           | Agriculteur                                                              |
| mars 1989                                | mars 2001 | Marie-Noëlle Barberin |           |                                                                          |
| mars 2001                                | mai 2002  | Alain Lacampagne      |           |                                                                          |
| mai 2002                                 | mai 2020  | Olivier Dubernet      | DVD       | Professeur Président de la Communauté de communes du Bazadais(2016-2020) |
| mai 2020                                 | En cours  | Jacky Darthiail       |           |                                                                          |
| Les données manquantes sont à compléter. |           |                       |           |                                                                          |

## Population et société

### Démographie
Les habitants sont appelés les Lignanais.
L'évolution du nombre d'habitants est connue à travers les recensements de la population effectués dans la commune depuis 1793. Pour les communes de moins de 10 000 habitants, une enquête de recensement portant sur toute la population est réalisée tous les cinq ans, les populations de référence des années intermédiaires étant quant à elles estimées par interpolation ou extrapolation. Pour la commune, le premier recensement exhaustif entrant dans le cadre du nouveau dispositif a été réalisé en 2006.

En 2022, la commune comptait 403 habitants, en évolution de +1,77 % par rapport à 2016 (Gironde : +6,91 %, France hors Mayotte : +2,11 %).
| 1793 | 1800 | 1806 | 1821 | 1831 | 1836 | 1841 | 1846 | 1851 |
| ---- | ---- | ---- | ---- | ---- | ---- | ---- | ---- | ---- |
| 452  | 353  | 444  | 341  | 392  | 402  | 402  | 355  | 346  |

| 1856 | 1861 | 1866 | 1872 | 1876 | 1881 | 1886 | 1891 | 1896 |
| ---- | ---- | ---- | ---- | ---- | ---- | ---- | ---- | ---- |
| 354  | 337  | 346  | 341  | 324  | 332  | 335  | 322  | 301  |

| 1901 | 1906 | 1911 | 1921 | 1926 | 1931 | 1936 | 1946 | 1954 |
| ---- | ---- | ---- | ---- | ---- | ---- | ---- | ---- | ---- |
| 301  | 308  | 325  | 303  | 295  | 296  | 276  | 239  | 282  |

| 1962 | 1968 | 1975 | 1982 | 1990 | 1999 | 2006 | 2011 | 2016 |
| ---- | ---- | ---- | ---- | ---- | ---- | ---- | ---- | ---- |
| 264  | 215  | 234  | 219  | 236  | 245  | 252  | 331  | 396  |

| 2021 | 2022 | - | - | - | - | - | - | - |
| ---- | ---- | - | - | - | - | - | - | - |
| 415  | 403  | - | - | - | - | - | - | - |

## Culture locale et patrimoine

### Lieux et monuments
- L'église Saint-Vincent, édifiée par les Templiers de la Commanderie de Bernos au XIIe siècle, présente une nef et un chevet de style roman tandis que la façade ouest et le clocher à flèche de pierre, rebâtis au XIXe siècle, sont de style néoroman.

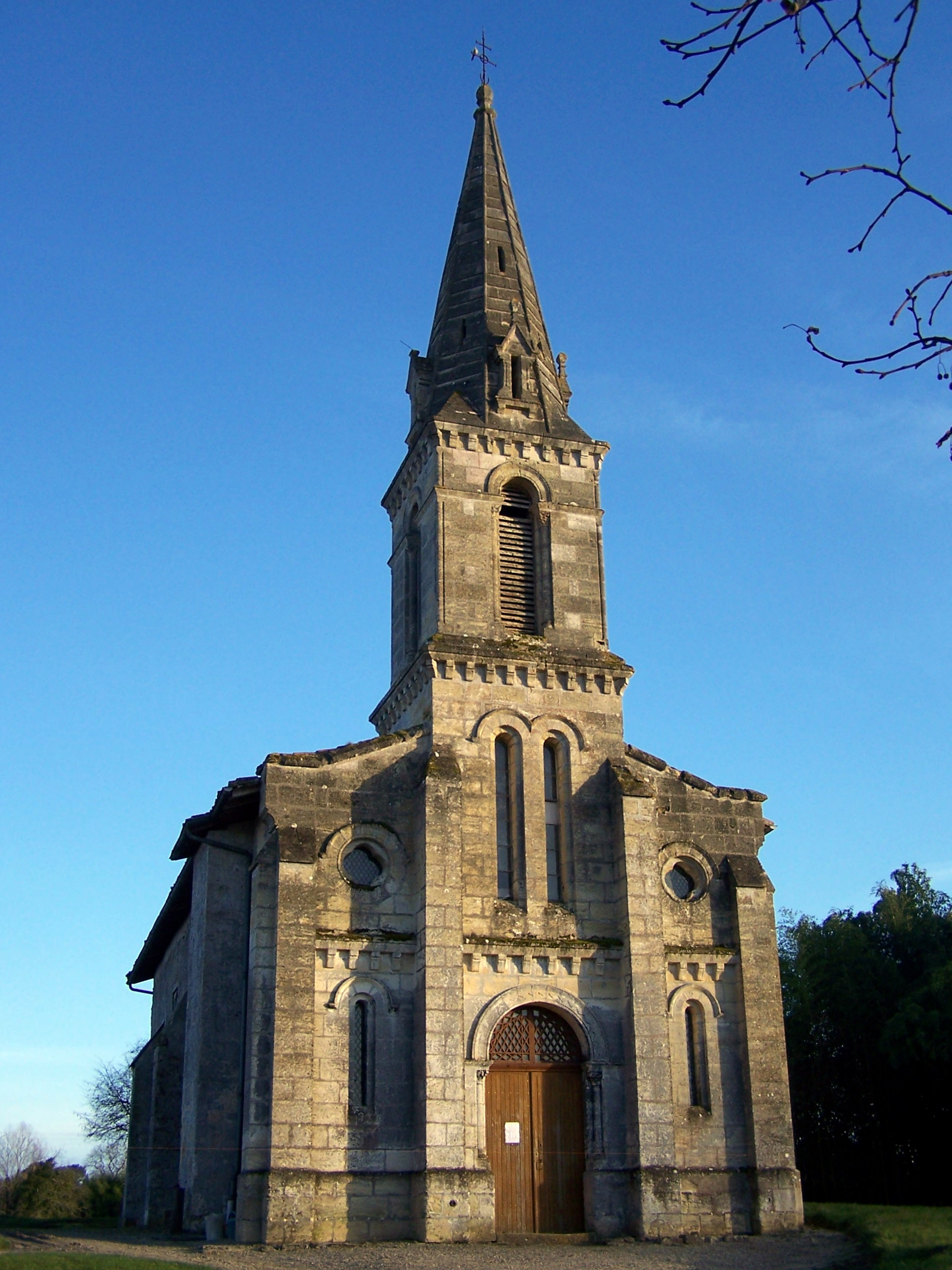
La façade occidentale de l'église Saint-Vincent (fév. 2010).
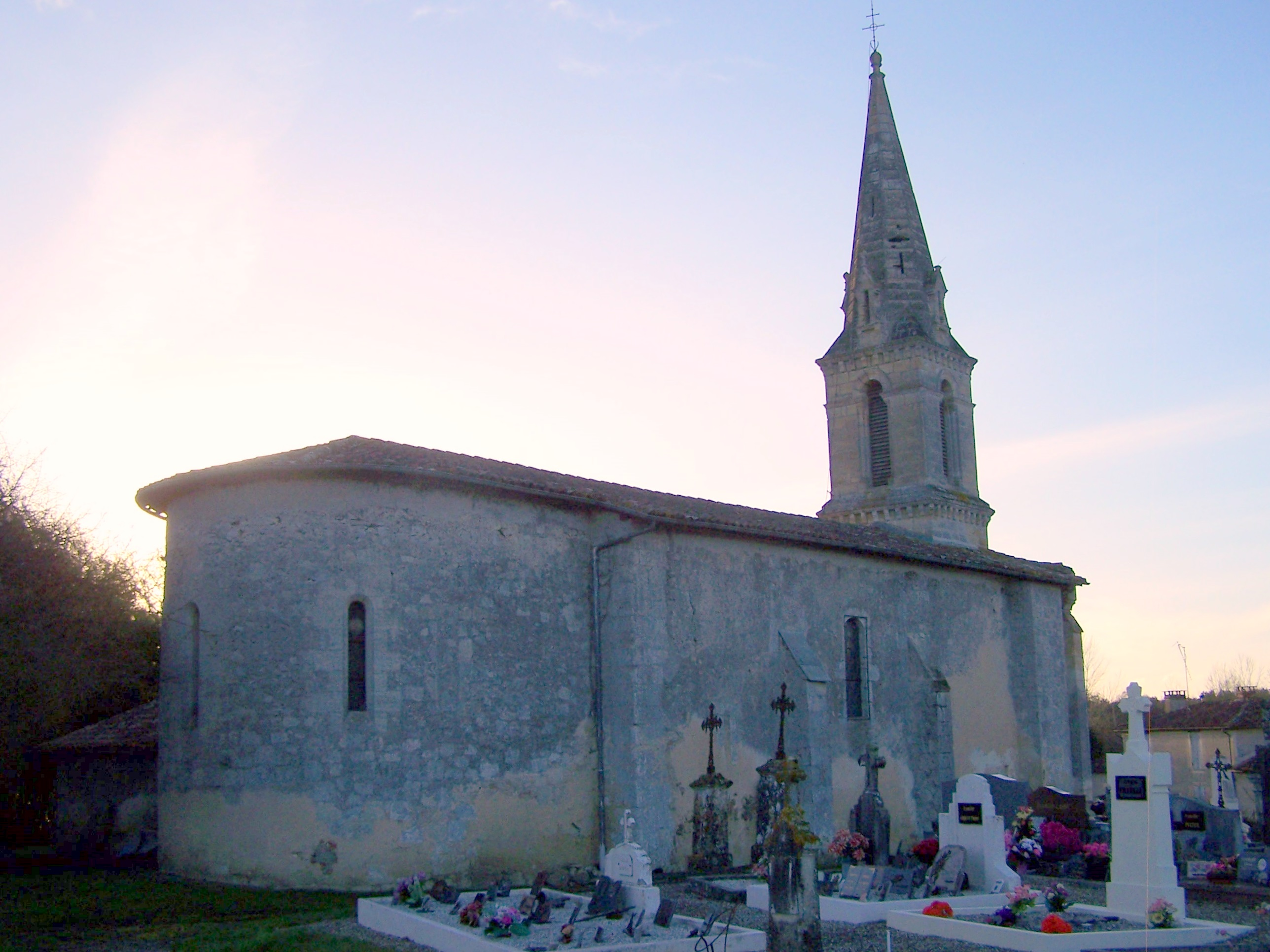
Le chevet de l'église Saint-Vincent (fév. 2010).
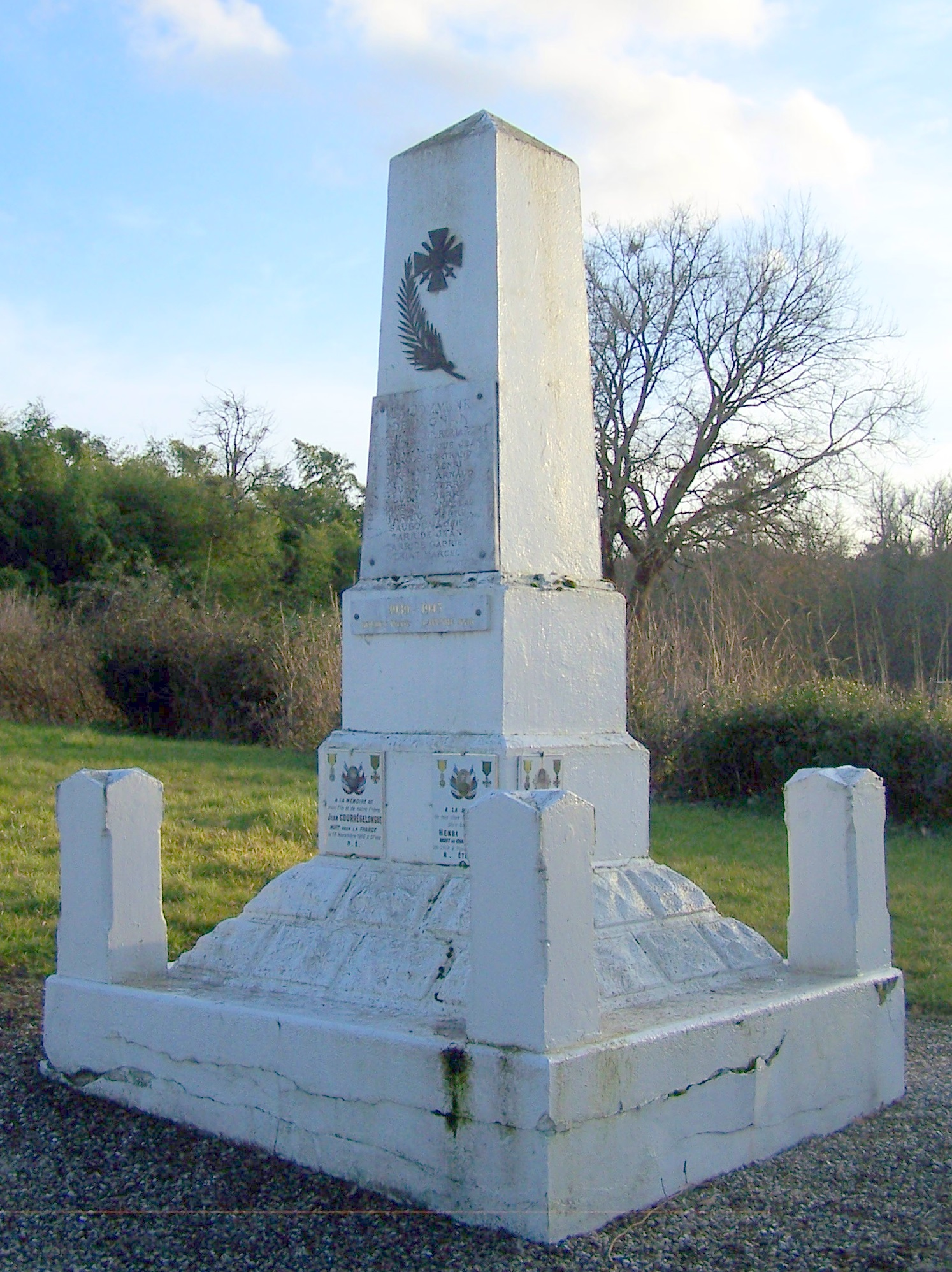
Le monument aux morts à proximité de l'église et de la mairie (fév. 2010).